# Westby (Montana)
Westby es un pueblo ubicado en el condado de Sheridan en el estado estadounidense de Montana. En el Censo de 2010 tenía una población de 168 habitantes y una densidad poblacional de 119,68 personas por km².

## Geografía
Westby se encuentra ubicado en las coordenadas 48°52′14″N 104°3′26″O / 48.87056, -104.05722. Según la Oficina del Censo de los Estados Unidos, Westby tiene una superficie total de 1.4 km², de la cual 1.4 km² corresponden a tierra firme y (0.18%) 0 km² es agua.

## Demografía
Según el censo de 2010, había 168 personas residiendo en Westby. La densidad de población era de 119,68 hab./km². De los 168 habitantes, Westby estaba compuesto por el 95.83% blancos, el 0% eran afroamericanos, el 2.38% eran amerindios, el 0% eran asiáticos, el 0% eran isleños del Pacífico, el 0% eran de otras razas y el 1.79% pertenecían a dos o más razas. Del total de la población el 1.79% eran hispanos o latinos de cualquier raza.